# Албърт Маркам
Сър Албърт Хейстингс Маркам (на английски: Albert Hastings Markham) е английски адмирал и полярен изследовател.

## Ранни години (1841 – 1875)
Роден е на 11 ноември 1841 година в Банер дьо Бигор, Франция, пети син в семейството на флотския капитан Джон Маркам. Детството си прекарва на остров Гърнси, а на 13-годишна възраст е изпратен на обучение в Лондон.
През 1856 г. постъпва във военноморски флот и първите си осем години плава покрай бреговете на Китай, Индия и Африка. През 1864 се завръща в Англия вече като лейтенант. След това е назначен като трети помощник-капитан на кораба „Виктория“, с който четири години крайсерува във водите на Средиземно море.
През 1868 г. става първи лейтенант на кораба „Бланш“, който е изпратен край бреговете на Австралия за ограничаване на незаконната търговия с роби от Тихоокеанските острови. През 1869 изработва проект за държавно знаме на Нова Зеландия, който е одобрен и сегашното знаме на страната е същото изработено от него.

## Експедиционна дейност (1875 – 1876)
През 1875 – 1876 участва като заместник-командир в експедицията на Джордж Нерс, като капитан на кораба „Алерт“ (550 т), с който на 26 август 1875 г. в море Линкълн достига в свободно плаване до 82º 24' с.ш., рекорд надминат едва пред 1896 г. На 12 май 1876 г. ръководената от него група в опита си за достигане на Северния полюс със ски достига до 83º 20' 26“ с.ш. През лятото на 1876 г. корабите се освобождават от ледовете и през септември се завръщат в Англия.

## Следващи години (1876 – 1918)
След завръщането си от Арктика е повишен в чин капитан-лейтенант. От 1879 до 1882 е капитан на кораба „Триумф“, с който плава в Тихия океан. През 1879 извършва плаване в акваторията на о-вите Нова Земя.
През 1883 г. става капитан на кораба „Върнън“, на който се провеждат изпитите на морското торпедно училище в Портсмут. През 1886 изследва ледовата обстановка в залива Хъдсън с цел развиване на риболова в залива.
От 1886 до 1889 командва Британската учебна ескадра. На 14 май 1888 е назначен за военноморски адютант на кралица Виктория.
На 1 август 1891 г. е произведен в чин контраадмирал и на 20 мат 1892 е назначен за командващ Британския Средиземноморски флот.
През 1894 г. се жени и има една дъщеря. На 1 ноември 1901 става командващ на британския военноморски флот отбраняващ Лондон и източните брегове на Англия. На 21 януари 1903 е произведен в пълен адмирал и на 9 ноември същата година му е присъдено рицарско звание. На 11 ноември 1906 се пенсионира, като по време на Първата световна война предлага услугите си на Адмиралтейството, но те са отхвърлени.
В продължение на дълги години е член на съвета на Кралското географско дружество.
Умира на 28 октомври 1918 година в Лондон на 76-годишна възраст.

## Памет
Неговото име носят:
- нос Албърт Маркам (80°23′ с. ш. 53°00′ и. д. / 80.383333° с. ш. 53° и. д.), най-северната точка на остров Хукер в архипелага Земя на Франц Йосиф;
- остров Маркам (82°59′ с. ш. 46°30′ з. д. / 82.983333° с. ш. 46.5° з. д.), в море Линкълн, край северното крайбрежие на Гренландия;
- проток Маркам, в централната част на архипелага Земя на Франц Йосиф;
- фиорд Маркам (82°59′ с. ш. 71°28′ з. д. / 82.983333° с. ш. 71.466667° з. д.), на северното крайбрежие на остров Елсмиър в Канадския арктичен архипелаг.

## Публикации
- „The New Hebrides and Santa Cruz Groups“, South-West Pacific (1871);
- „The New Hebrides and Santa Cruz Groups“ (1872);
- „The Cruise of the „Rosario“ Amongst the New Hebrides and Santa Cruz Islands“ (1873);
- „A Whaling Cruise to Baffin's Bay and the Gulf of Boothia“ (1874);
- „On Sledge Travelling“ (1876);
- „Our Life in the Arctic Regions“ (1877);
- „The great Frozen Sea“ (1878);
- „Northward Ho!“ (1879);
- „The Arctic Campaign of 1879 in the Barents Sea“ (1880);
- „A Visit to the Galapagos Islands in 1880“ (1880);
- „The Great Frozen Sea“ (1880);
- „A Polar Reconnaissance: Being the Voyage of the „Isbjörn“ to Novaya Zemlya in 1879“ (1881);
- „Hudson's Bay and Hudson's Strait as a Navigable Channel“ (1888);
- „Life of Sir John Franklin and the North-west Passage“ (1891).